# L'Homme de la frontière
Pour les articles homonymes, voir L'Homme de la frontière (homonymie).
L'Homme de la frontière est un roman de Martine Marie Muller, professeur de lettres en région parisienne, paru en 2005 aux éditions Robert Laffont  (ISBN 2-221-10428-5). L'auteur tente de répondre à ces questions:  Comment se réveiller un matin le cœur et la vie tranchés par un laid mur érigé dans la nuit, comment continuer à vivre dans l'ignorance du devenir de son amour ?~Et surtout, à quelles bassesses un homme peut-il se livrer pour ramener son amour à la lumière ?
Cette nuit-là, les autorités d’Allemagne de l’Est érigent le mur de Berlin.  Frantz parvient à passer à l’ouest, un sac de patates de marché noir à la main, réalisant ainsi son rêve de toujours  mais en laissant à l'Est Ellenore, la femme qu’il aime. Frantz semble reconstruire sa vie. Il trouve un travail, un appartement, décide même de se remarier. Avec Eva,  ils forment un couple à la fois solide et ambigu. 
Quelques années plus tard, les autorités d’Allemagne de l’Est autorisent certains exilés à passer quelques heures avec leurs parents. Frantz est l’un des premiers à en profiter. Une fois à l’est, il conduit Eva un peu intimidée dans un petit appartement...